# Ludwik Silberstein
Ludwik Silberstein (* 17. Mai 1872 in Warschau, Russisches Kaiserreich; † 17. Januar 1948) war ein polnisch-US-amerikanischer Physiker.

## Leben
Silberstein studierte in Krakau, Heidelberg und Berlin, wo er 1894 promoviert wurde (Über die mechanische Auffassung elektromagnetischer Erscheinungen in Isolatoren und Halbleitern). Er lehrte ab 1895 in Lemberg, Bologna (ab 1899) und an der Universität Rom (ab 1904). Gleichzeitig zu seiner Lehrtätigkeit in Rom arbeitete er 1912 bis 1920 für die Optik-Firma Adam Hilger Ltd. in London und hielt Vorlesungen am University College London. 1920 ging er in die USA und arbeitete als Berater für Eastman Kodak in Rochester (New York), wo er 1929 in den Ruhestand ging. In den USA und Kanada hielt er Vorlesungen über Relativitätstheorie unter anderem an der University of Chicago, der University of Toronto und der Cornell University.
1914 veröffentlichte er eines der ersten Lehrbücher der Relativitätstheorie in England (etwa gleichzeitig mit einem Buch von Ebenezer Cunningham), „The theory of relativity“, in der er auch klar die fundamentale neue Verständnis der Theorie durch Albert Einstein hervorhob. Das Buch ging aus Vorlesungen am University College in London 1912/13 hervor. Vorausgegangen war ein Vortrag auf dem Internationalen Mathematikerkongress (ICM) 1912 in Cambridge über die quaternionische Form der Relativitätstheorie.
1918 veröffentlichte er eine eigene Gravitationstheorie als Alternative zu Einsteins Allgemeiner Relativitätstheorie (ART), die ohne das in Silbersteins Augen zweifelhafte Äquivalenzprinzip auskam  und in der stattdessen eine konstante Raum-Zeit-Krümmung unabhängig von den vorhandenen Massen postuliert wurde. Die Theorie ergab allerdings nur ein Sechstel des Wertes der Periheldrehung für den Merkur aus Einsteins gut mit der Beobachtung übereinstimmender Theorie.
1935 meinte er einen Fehler in Einsteins Allgemeiner Relativitätstheorie gefunden zu haben (eine statische axialsymmetrische Lösung mit zwei Singularitäten entsprechend zwei Punktmassen), was zu einer Kontroverse mit Einstein führte, die auch in Zeitungen ihren Widerhall fand, da Silberstein seinen Fehler nicht einsehen wollte.
Er schrieb auch Bücher über Vektorrechnung, Optik und Allgemeine Relativitätstheorie und übersetzte Bücher von Max Planck und Hendrik Antoon Lorentz ins Englische.
Nach Bernhard Riemann und ihm ist der Riemann-Silberstein-Vektor benannt.

## Schriften
- „The theory of relativity“, MacMillan 1914, online
- Elements of the electromagnetic theory of light, Longmans, Green and Company, London 1918
- Simplified method of tracing rays through any optical system of lenses, prisms, and mirrors, Longmans, Green and Company 1918
- Vectorial Mechanics, Macmillan 1926
- Elements of Vector Algebra, Longmans, Green and Company 1919
- Projective vector algebra; an algebra of vectors independent of the axioms of congruence and of parallels, London, G. Bell 1919
- The size of the universe; attempts at a determination of the curvature radius of spacetime, Oxford University Press 1930
- The theory of general relativity and gravitation, Van Nostrand 1922 (Vorlesungen in Toronto 1921)